# Tuvalus flag
Tuvalus flag blev taget i brug da landet fik sin uafhængighed i 1978, efter udskillelsen fra Gilbertøerne i 1976. Det har lyseblå dug med ni gyldne stjerner. Storbritanniens flag vises i øverste venstre hjørne af flaget. Det tidligere flag (med Gilbertøerne) var også baseret på det britiske, men med nationalvåbnet.
Stjernene repræsenterer de ni øer som Tuvalu består af. I 1995 blev flaget erstattet af et nyt flag som ikke var baseret på det britiske flag. Indbyggerne brød sig imidlertid ikke det nye flag, de følte at det var et trin i retning af at udskifte det populære britiske monarki med en republik. Det gamle flag blev igen taget i brug i 1997, med kun små ændringer.

## Historiske flag
- Den britiske koloni Gilbert- og Elliceøernes flag, som Tuvalu var en del af
- Territoriet Tuvalus flag fra 1. oktober 1976 til 1. oktober 1978
- Tuvalus flag fra 1. oktober 1978 til 1. oktober 1995
- Tuvalus flag fra oktober til december 1995
- Tuvalus flag fra januar 1996 til 11. april 1997